# Antara Mali
Antara Mali (in hindī अंतरा माली, Aṁtarā Mālī; in malayalam അന്തര മാലി; in telugu అంతరా మాలీ, Aṁtarā Mālī; Mumbai, 1º luglio 1979) è un'attrice e regista indiana.

## Biografia
Fa il suo debutto nel 1999 in Prema Kadha, diretto da Ram Gopal Varma, con cui collabora numerose altre volte. Interrompe la sua carriera nel 2005 dopo che la produzione del suo ultimo film Mr Ya Miss (opera che ha anche scritto e diretto) riceve numerose critiche negative.
Nel 2010 però torna sulle scene con And Once Again, con la regia di Amol Palekar.

## Filmografia

### Attrice
- Prema Kadha (1999)
- Mast (2000)
- Ayyappantamma Neyyappam Chuttu (2000)
- Khiladi 420 (2000)
- Company (2002)
- Road, regia di Rajat Mukherjee (2002)
- Darna Mana Hai (2003)
- Main Madhuri Dixit Banna Chahti Hoon (2003)
- Gayab (2004)
- Naach (2004)
- Mr Ya Miss (2005)
- And Once Again (2010)

### Regista e sceneggiatrice
- Mr Ya Miss (2005)